# Philippa Baker
Philippa June Baker (Kaiapoi, 12 de junio de 1963) es una deportista neozelandesa que compitió en remo.
Ganó cinco medallas en el Campeonato Mundial de Remo entre los años 1989 y 1995.
Participó en dos Juegos Olímpicos de Verano, ocupando el cuarto lugar en Barcelona 1992 y el sexto en Atlanta 1996, en la prueba de doble scull.

## Palmarés internacional
| Campeonato Mundial | Campeonato Mundial            | Campeonato Mundial | Campeonato Mundial      |
| Año                | Lugar                         | Medalla            | Prueba                  |
| ------------------ | ----------------------------- | ------------------ | ----------------------- |
| 1989               | Bled (Yugoslavia)             | Medalla de plata   | Doble scull ligero      |
| 1991               | Viena (Austria)               | Medalla de oro     | Scull individual ligero |
| 1993               | Račice (República Checa)      | Medalla de oro     | Doble scull             |
| 1994               | Indianápolis (Estados Unidos) | Medalla de oro     | Doble scull             |
| 1995               | Tampere (Finlandia)           | Medalla de bronce  | Doble scull             |